# Lost Creek (Virgínia de l'Oest)
Lost Creek és una població dels Estats Units a l'estat de Virgínia de l'Oest. Segons el cens del 2000 tenia 467 habitants.

## Demografia
Segons el cens del 2000, Lost Creek tenia 467 habitants, 184 habitatges, i 133 famílies. La densitat de població era de 178,5 habitants per km².
Dels 184 habitatges en un 27,2% hi vivien nens de menys de 18 anys, en un 52,7% hi vivien parelles casades, en un 15,8% dones solteres, i en un 27,7% no eren unitats familiars. En el 24,5% dels habitatges hi vivien persones soles el 13,6% de les quals corresponia a persones de 65 anys o més que vivien soles. El nombre mitjà de persones vivint en cada habitatge era de 2,54 i el nombre mitjà de persones que vivien en cada família era de 3.
Per edats la població es repartia de la següent manera: un 21,8% tenia menys de 18 anys, un 8,8% entre 18 i 24, un 30% entre 25 i 44, un 23,6% de 45 a 60 i un 15,8% 65 anys o més.
L'edat mediana era de 39 anys. Per cada 100 dones de 18 o més anys hi havia 97,3 homes.
La renda mediana per habitatge era de 26.563 $ i la renda mediana per família de 35.893 $. Els homes tenien una renda mediana de 32.292 $ mentre que les dones 19.500 $. La renda per capita de la població era de 15.711 $. Entorn del 22,6% de les famílies i el 26% de la població estaven per davall del llindar de pobresa.

## Poblacions més properes
El següent diagrama mostra les poblacions més properes.